# Pam Shriver
Pamela Howard «Pam» Shriver (Baltimore, 4 de juliol de 1962) és una exjugadora de tennis estatunidenca, i actualment és comentarista de tennis per la ESPN i la BBC.
En el seu palmarès hi ha 21 títols individuals, 112 de dobles femenins, i un més de dobles mixts. Entre aquests títols destaquen 21 títols de Grand Slam de dobles femenins, i un de dobles mixts. Amb Martina Navratilova van esdevenir l'única parella femenina que van completar el Grand Slam pur l'any 1984, és a dir, tots quatre títols de Grand Slam el mateix any, i van encadenar 109 victòries consecutives. Van ser nomenades millor parella de l'any durant vuit temporades consecutives, i això li va permetre ocupar el número 1 del rànquing de dobles durant 48 setmanes. També va guanyar la medalla d'or als Jocs Olímpics de Seül junt a Zina Garrison. Individualment va arribar a disputar una final de Grand Slam.
Va formar part de l'equip estatunidenc de Copa Federació en diversos ocasions i va guanyar dues edicions (1987 i 1989).

## Biografia
Filla de Sam i Margot Shriver.
Es va casar amb l'advocat estatunidenc Joe Shapiro, però va quedar vídua l'any 1999. Tres anys després es va casar amb l'actor australià George Lazenby, amb el qual va tenir un fill anomenat George Junior (2004) i dos bessons: Kate i Sam (2005). La família es va establir a Brentwood però el matrimoni es va divorciar l'any 2008.
Forma part de diverses organitzacions caritatives i organitza esdeveniments i partits d'exhibició per recaptar diners per ajudar a infants. Fou presidenta de l'associació de jugadores de tennis de la WTA durant tres anys (1991-1994).

## Torneigs de Grand Slam

### Individual: 1 (0−1)
| Resultat  | Núm. | Any  | Torneig | Oponent     | Marcador |
| --------- | ---- | ---- | ------- | ----------- | -------- |
| Finalista | 1.   | 1978 | US Open | Chris Evert | 5−7, 4−6 |

### Dobles femenins: 27 (21−6)
| Resultat   | Núm. | Any  | Torneig              | Parella             | Oponents                             | Marcador         |
| ---------- | ---- | ---- | -------------------- | ------------------- | ------------------------------------ | ---------------- |
| Finalista  | 1.   | 1980 | US Open              | Betty Stove         | Billie Jean King Martina Navrátilová | 6−7, 5−7         |
| Guanyadora | 1.   | 1981 | Wimbledon            | Martina Navrátilová | Kathy Jordan Anne Smith              | 6−3, 7−6(6)      |
| Finalista  | 2.   | 1981 | Open d'Austràlia     | Martina Navrátilová | Kathy Jordan Anne Smith              | 2−6, 5−7         |
| Guanyadora | 2.   | 1982 | Wimbledon (2)        | Martina Navrátilová | Kathy Jordan Anne Smith              | 6−4, 6−1         |
| Guanyadora | 3.   | 1982 | Open d'Austràlia     | Martina Navrátilová | Claudia Kohde-Kilsch Eva Pfaff       | 6−4, 6−2         |
| Guanyadora | 4.   | 1983 | Wimbledon (3)        | Martina Navrátilová | Rosemary Casals Wendy Turnbull       | 6−2, 6−2         |
| Guanyadora | 5.   | 1983 | US Open              | Martina Navrátilová | Rosalyn Fairbank Candy Reynolds      | 6−7(4), 6−1, 6−3 |
| Guanyadora | 6.   | 1983 | Open d'Austràlia (2) | Martina Navrátilová | Anne Hobbs Wendy Turnbull            | 6−4, 6−7, 6−2    |
| Guanyadora | 7.   | 1984 | Roland Garros        | Martina Navrátilová | Claudia Kohde-Kilsch Hana Mandlíková | 5−7, 6−3, 6−2    |
| Guanyadora | 8.   | 1984 | Wimbledon (4)        | Martina Navrátilová | Kathy Jordan Anne Smith              | 6−3, 6−4         |
| Guanyadora | 9.   | 1984 | US Open (2)          | Martina Navrátilová | Anne Hobbs Wendy Turnbull            | 6−2, 6−4         |
| Guanyadora | 10.  | 1984 | Open d'Austràlia (3) | Martina Navrátilová | Claudia Kohde-Kilsch Helena Suková   | 6−3, 6−4         |
| Guanyadora | 11.  | 1985 | Roland Garros (2)    | Martina Navrátilová | Claudia Kohde-Kilsch Helena Suková   | 4−6, 6−2, 6−2    |
| Finalista  | 3.   | 1985 | Wimbledon            | Martina Navrátilová | Kathy Jordan Elizabeth Smylie        | 7−5, 3−6, 4−6    |
| Finalista  | 4.   | 1985 | US Open (2)          | Martina Navrátilová | Claudia Kohde-Kilsch Helena Suková   | 6−7(5), 2−6, 3−6 |
| Guanyadora | 12.  | 1985 | Open d'Austràlia (4) | Martina Navrátilová | Claudia Kohde-Kilsch Helena Suková   | 6−3, 6−4         |
| Guanyadora | 13.  | 1986 | Wimbledon (5)        | Martina Navrátilová | Hana Mandlíková Wendy Turnbull       | 6−1, 6−3         |
| Guanyadora | 14.  | 1986 | US Open (3)          | Martina Navrátilová | Hana Mandlíková Wendy Turnbull       | 5−7, 6−3, 6−2    |
| Guanyadora | 15.  | 1987 | Open d'Austràlia (5) | Martina Navrátilová | Zina Garrison Lori McNeil            | 6−1, 6−0         |
| Guanyadora | 16.  | 1987 | Roland Garros (3)    | Martina Navrátilová | Steffi Graf Gabriela Sabatini        | 6−2, 6−1         |
| Guanyadora | 17.  | 1987 | US Open (4)          | Martina Navrátilová | Kathy Jordan Elizabeth Smylie        | 5−7, 6−4, 6−2    |
| Guanyadora | 18.  | 1988 | Open d'Austràlia (6) | Martina Navrátilová | Chris Evert Wendy Turnbull           | 6−0, 7−5         |
| Guanyadora | 19.  | 1988 | Roland Garros (4)    | Martina Navrátilová | Claudia Kohde-Kilsch Helena Suková   | 6−2, 7−5         |
| Guanyadora | 20.  | 1989 | Open d'Austràlia (7) | Martina Navrátilová | Patty Fendick Jill Hetherington      | 3−6, 6−3, 6−2    |
| Finalista  | 5.   | 1989 | US Open (3)          | Mary Joe Fernández  | Hana Mandlíková Martina Navrátilová  | 5−7, 6−4, 6−4    |
| Guanyadora | 21.  | 1991 | US Open (5)          | Nataixa Zvéreva     | Jana Novotná Larisa Savchenko        | 6−4, 4−6, 7−6(5) |
| Finalista  | 6.   | 1993 | Open d'Austràlia (2) | Elizabeth Smylie    | Gigi Fernández Nataixa Zvéreva       | 6−4, 6−4         |

### Dobles mixts: 1 (1−0)
| Resultat   | Núm. | Any  | Torneig       | Parella        | Oponents                     | Marcador    |
| ---------- | ---- | ---- | ------------- | -------------- | ---------------------------- | ----------- |
| Guanyadora | 1.   | 1987 | Roland Garros | Emilio Sánchez | Lori McNeil Sherwood Stewart | 6−3, 7−6(4) |

## Jocs Olímpics

### Dobles femenins
| Any  | Campionat                          | Parella       | Oponents                   | Resultat       |
| ---- | ---------------------------------- | ------------- | -------------------------- | -------------- |
| 1988 | Jocs Olímpics, Seül, Corea del Sud | Zina Garrison | Jana Novotná Helena Suková | 4−6, 6−2, 10−8 |

## Palmarès

### Individual: 48 (21−27)
| Llegenda                     |
| ---------------------------- |
| Grand Slam (0−1)             |
| WTA Tour Championships (0−1) |
| Tier I (0−0)                 |
| Tier II (0−1)                |
| Tier III (1−1)               |
| Tier IV (2−1)                |
| Tier V (1−1)                 |
| Virginia Slims (17−21)       |

| Títols per superfície |
| --------------------- |
| Dura (3−7)            |
| Gespa (10−9)          |
| Terra batuda (0−1)    |
| Moqueta (8−10)        |

| Resultat   | Núm. | Data                   | Torneig                                               | Superfície   | Oponent                 | Marcador         |
| ---------- | ---- | ---------------------- | ----------------------------------------------------- | ------------ | ----------------------- | ---------------- |
| Guanyadora | 1.   | 23 de gener de 1978    | Columbus, Estats Units                                | Moqueta (i)  | Kate Latham             | 6−1, 6−3         |
| Finalista  | 1.   | 28 d'agost de 1978     | US Open, Estats Units                                 | Dura         | Chris Evert             | 5−7, 4−6         |
| Finalista  | 2.   | 4 de juny de 1979      | Beckenham, Regne Unit                                 | Gespa        | Evonne Goolagong Cawley | 3−6, 2−6         |
| Guanyadora | 2.   | 22 de març de 1980     | Carlsbad, Estats Units                                | Dura (i)     | Kate Latham             | 6−1, 6−2         |
| Finalista  | 3.   | 1 de desembre de 1980  | Sydney, Austràlia                                     | Gespa        | Wendy Turnbull          | 6−3, 4−6, 6−7(8) |
| Finalista  | 4.   | 9 de març de 1981      | Dallas, Estats Units                                  | Moqueta (i)  | Martina Navrátilová     | 2−6, 4−6         |
| Finalista  | 5.   | 6 d'abril de 1981      | Hilton Head, Estats Units                             | Terra batuda | Chris Evert-Lloyd       | 3−6, 2−6         |
| Finalista  | 6.   | 27 de juliol de 1981   | San Diego, Estats Units                               | Dura         | Tracy Austin            | 2−6, 7−5, 2−6    |
| Guanyadora | 3.   | 16 de novembre de 1981 | Perth, Austràlia                                      | Gespa        | Andrea Jaeger           | 6−1, 7−6(4)      |
| Finalista  | 7.   | 15 de febrer de 1982   | Houston, Estats Units                                 | Dura         | Bettina Bunge           | 2−6, 6−3, 2−6    |
| Finalista  | 8.   | 7 de setembre de 1982  | Filadèlfia, Estats Units                              | Moqueta (i)  | Barbara Potter          | 4−6, 2−6         |
| Finalista  | 9.   | 15 de novembre de 1982 | Brisbane, Austràlia                                   | Gespa        | Wendy Turnbull          | 3−6, 1−6         |
| Guanyadora | 4.   | 25 d'abril de 1983     | Atlanta, Estats Units                                 | Dura         | Kathy Jordan            | 6−2, 6−0         |
| Finalista  | 10.  | 10 d'octubre de 1983   | Tarpon Springs, Estats Units                          | Dura         | Martina Navrátilová     | 3−6, 2−6         |
| Guanyadora | 5.   | 14 de novembre de 1983 | Brisbane                                              | Gespa        | Wendy Turnbull          | 6−4, 7−5         |
| Guanyadora | 6.   | 6 de febrer de 1984    | Chicago, Estats Units                                 | Moqueta (i)  | Barbara Potter          | 6−3, 6−4         |
| Guanyadora | 7.   | 11 de juny de 1984     | Birmingham, Regne Unit                                | Gespa        | Anne White              | 7−6(2), 6−3      |
| Finalista  | 11.  | 13 d'agost de 1984     | Mahwah, Estats Units                                  | Dura         | Martina Navrátilová     | 4−6, 6−4, 5−7    |
| Guanyadora | 8.   | 6 de maig de 1985      | Sydney                                                | Moqueta (i)  | Dianne Balestrat        | 6−3, 6−3         |
| Guanyadora | 9.   | 13 de maig de 1985     | Melbourne, Austràlia                                  | Moqueta (i)  | Kathy Jordan            | 6−4, 6−1         |
| Guanyadora | 10.  | 10 de juny de 1985     | Birmingham (2)                                        | Gespa        | Betsy Nagelsen          | 6−1, 6−0         |
| Finalista  | 12.  | 15 de juliol de 1985   | Newport, Estats Units                                 | Gespa        | Chris Evert-Lloyd       | 6−4, 6−1         |
| Finalista  | 13.  | 20 de juliol de 1985   | Manhattan Beach, Estats Units                         | Dura         | Claudia Kohde-Kilsch    | 2−6, 4−6         |
| Finalista  | 14.  | 23 de setembre de 1985 | Nova Orleans, Estats Units                            | Moqueta (i)  | Chris Evert-Lloyd       | 4−6, 5−7         |
| Guanyadora | 11.  | 14 d'octubre de 1985   | Filderstadt, Alemanya Occidental                      | Moqueta (i)  | Catarina Lindqvist      | 6−1, 7−5         |
| Finalista  | 15.  | 11 de novembre de 1985 | Brisbane (2)                                          | Gespa        | Martina Navrátilová     | 3−6, 5−7         |
| Finalista  | 16.  | 6 de gener de 1986     | Washington DC, Estats Units                           | Moqueta (i)  | Martina Navrátilová     | 1−6, 4−6         |
| Guanyadora | 12.  | 9 de juny de 1986      | Birmingham (3)                                        | Gespa        | Manuela Maleeva         | 6−2, 7−6(0)      |
| Guanyadora | 13.  | 14 de juliol de 1986   | Newport                                               | Gespa        | Lori McNeil             | 6−4, 6−2         |
| Finalista  | 17.  | 4 d'agost de 1986      | Mont-real, Canadà                                     | Dura         | Helena Suková           | 2−6, 5−7         |
| Finalista  | 18.  | 29 de setembre de 1986 | Nova Orleans (2)                                      | Moqueta (i)  | Martina Navrátilová     | 1−6, 6−4, 2−6    |
| Finalista  | 19.  | 29 de desembre de 1986 | Brisbane (3)                                          | Gespa        | Hana Mandlíková         | 2−6, 6−2, 4−6    |
| Finalista  | 20.  | 5 de gener de 1987     | Sydney (2)                                            | Gespa        | Zina Garrison           | 2−6, 4−6         |
| Finalista  | 21.  | 16 de març de 1987     | Dallas (2)                                            | Moqueta (i)  | Chris Evert             | 1−6, 3−6         |
| Guanyadora | 14.  | 8 de juny de 1987      | Birmingham (4)                                        | Gespa        | Larisa Savchenko        | 4−6, 6−2, 6−2    |
| Guanyadora | 15.  | 13 de juliol de 1987   | Newport (2)                                           | Gespa        | Wendy White             | 6−2, 6−4         |
| Guanyadora | 16.  | 17 d'agost de 1987     | Toronto                                               | Dura         | Zina Garrison           | 6−4, 6−1         |
| Finalista  | 22.  | 20 d'octubre de 1987   | Brighton, Regne Unit                                  | Moqueta (i)  | Gabriela Sabatini       | 5−7, 4−6         |
| Guanyadora | 17.  | 2 de novembre de 1987  | Worcester, Estats Units                               | Moqueta (i)  | Chris Evert             | 6−4, 4−6, 6−0    |
| Guanyadora | 18.  | 28 de desembre de 1987 | Brisbane (2)                                          | Gespa        | Jana Novotná            | 7−6(6), 7−6(4)   |
| Guanyadora | 19.  | 4 de gener de 1988     | Sydney                                                | Gespa        | Helena Suková           | 6−2, 6−3         |
| Finalista  | 23.  | 8 de febrer de 1988    | Dallas (3)                                            | Moqueta (i)  | Martina Navrátilová     | 0−6, 3−6         |
| Finalista  | 24.  | 22 de febrer de 1988   | Fairfax, Estats Units                                 | Moqueta (i)  | Martina Navrátilová     | 0−6, 2−6         |
| Guanyadora | 20.  | 25 d'abril de 1988     | Tòquio, Japó                                          | Moqueta (i)  | Helena Suková           | 7−5, 6−1         |
| Finalista  | 25.  | 5 de juny de 1988      | Birmingham                                            | Gespa        | Claudia Kohde-Kilsch    | 1−6, 2−6         |
| Guanyadora | 21.  | 17 d'octubre de 1988   | Zuric, Suïssa                                         | Moqueta (i)  | Manuela Maleeva         | 6−3, 6−4         |
| Finalista  | 26.  | 14 de novembre de 1988 | Virginia Slims Championships, Nova York, Estats Units | Moqueta (i)  | Gabriela Sabatini       | 5−7, 2−6, 2−6    |
| Finalista  | 27.  | 17 de juliol de 1989   | Newport (2)                                           | Gespa        | Zina Garrison           | 0−6, 1−6         |

### Dobles femenins: 159 (113−46)
| Llegenda                      |
| ----------------------------- |
| Grand Slam (21−6)             |
| Jocs Olímpics Or (1)          |
| WTA Tour Championships (12−0) |
| Tier I (1−1)                  |
| Tier II (9−11)                |
| Tier III (3−3)                |
| Tier IV (3−1)                 |
| Tier V (1−1)                  |
| Virginia Slims (62−23)        |

| Títols per superfície |
| --------------------- |
| Dura (32−17)          |
| Gespa (29−10)         |
| Terra batuda (8−4)    |
| Moqueta (43−14)       |

| Resultat   | Núm. | Data                   | Torneig                                                    | Superfície   | Parella             | Oponents                             | Marcador           |
| ---------- | ---- | ---------------------- | ---------------------------------------------------------- | ------------ | ------------------- | ------------------------------------ | ------------------ |
| Guanyadora | 1.   | 12 de juny de 1978     | Chichester, Regne Unit                                     | Gespa        | Janet Newberry      | Michelle Tyler Yvonne Vermaak        | 3−6, 6−3, 6−4      |
| Finalista  | 1.   | 15 de gener de 1979    | Houston, Estats Units                                      | Dura         | Betty Stöve         | Martina Navrátilová Janet Newberry   | 6−2, 4−6, 2−6      |
| Finalista  | 2.   | 3 de desembre de 1979  | Sydney, Austràlia                                          | Gespa        | Sue Barker          | Wendy Turnbull Billie Jean King      | 5−7, 4−6           |
| Finalista  | 3.   | 10 de desembre de 1979 | Adelaida, Austràlia                                        | Gespa        | Sue Barker          | Hana Mandlíková Virginia Ruzici      | 6−2, 4−6, 4−6      |
| Guanyadora | 2.   | 7 de gener de 1980     | Cincinnati, Estats Units                                   | Moqueta (i)  | Laura duPont        | Mima Jaušovec Ann Kiyomura           | 6−3, 6−3           |
| Finalista  | 4.   | 14 de gener de 1980    | Kansas, Estats Units                                       | Moqueta (i)  | Laura duPont        | Billie Jean King Martina Navrátilová | 3−6, 1−6           |
| Guanyadora | 3.   | 22 de març de 1980     | Carlsbad, Estats Units                                     | Dura         | Laura duPont        | Rosie Casals Joanne Russell          | 6−7, 6−4, 6−1      |
| Finalista  | 5.   | 14 d'abril de 1980     | Amelia Island, Estats Units                                | Terra batuda | Kathy Jordan        | Rosie Casals Ilana Kloss             | 6−7, 6−7           |
| Guanyadora | 4.   | 9 de juny de 1980      | Chichester (2)                                             | Gespa        | Betty Stöve         | Rosie Casals Wendy Turnbull          | 6−4, 7−5           |
| Finalista  | 6.   | 16 de juny de 1980     | Eastbourne, Regne Unit                                     | Gespa        | Betty Stöve         | Kathy Jordan Anne Smith              | 4−6, 1−6           |
| Guanyadora | 5.   | 14 de juliol de 1980   | Mont-real, Canadà                                          | Dura         | Anne Smith          | Ann Kiyomura Greer Stevens           | 3−6, 6−6, retirada |
| Finalista  | 7.   | 21 de juliol de 1980   | Richmond, Estats Units                                     | Moqueta (i)  | Anne Smith          | Billie Jean King Martina Navrátilová | 4−6, 6−4, 3−6      |
| Finalista  | 8.   | 18 d'agost de 1980     | Mahwah, Estats Units                                       | Dura         | Betty Stöve         | Martina Navrátilová Candy Reynolds   | 6−4, 3−6, 1−6      |
| Finalista  | 9.   | 25 d'agost de 1980     | US Open, Estats Units                                      | Dura         | Betty Stöve         | Billie Jean King Martina Navrátilová | 6−7, 5−7           |
| Guanyadora | 6.   | 6 d'octubre de 1980    | Phoenix, Estats Units                                      | Dura         | Paula Smith         | Ann Kiyomura Candy Reynolds          | 6−0, 6−4           |
| Guanyadora | 7.   | 1 de desembre de 1980  | Sydney                                                     | Gespa        | Betty Stöve         | Rosie Casals Wendy Turnbull          | 6−1, 4−6, 6−4      |
| Guanyadora | 8.   | 8 de desembre de 1980  | Adelaida                                                   | Gespa        | Betty Stöve         | Sue Barker Sharon Walsh              | 6−4, 6−3           |
| Finalista  | 10.  | 19 de gener de 1981    | Cincinnati                                                 | Moqueta (i)  | Martina Navrátilová | Kathy Jordan Anne Smith              | 6−1, 3−6, 3−6      |
| Guanyadora | 9.   | 26 de gener de 1981    | Chicago, Estats Units                                      | Moqueta (i)  | Martina Navrátilová | Barbara Potter Sharon Walsh          | 6−3, 6−1           |
| Guanyadora | 10.  | 9 de març de 1981      | Dallas, Estats Units                                       | Moqueta (i)  | Martina Navrátilová | Kathy Jordan Anne Smith              | 7−5, 6−4           |
| Guanyadora | 11   | 23 de març de 1981     | Avon Circuit Championships, Nova York, Estats Units        | Moqueta (i)  | Martina Navrátilová | Barbara Potter Sharon Walsh          | 6−0, 7−6           |
| Finalista  | 11.  | 6 d'abril de 1981      | Hilton Head, Estats Units                                  | Terra batuda | Mima Jaušovec       | Rosie Casals Wendy Turnbull          | 5−7, 5−7           |
| Guanyadora | 12.  | 27 d'abril de 1981     | Orlando, Estats Units                                      | Terra batuda | Martina Navrátilová | Rosie Casals Wendy Turnbull          | 6−1, 7−6           |
| Guanyadora | 13.  | 1 de juny de 1981      | Beckenham, Regne Unit                                      | Gespa        | Terry Holladay      | Elizabeth Little Sue Saliba          | 7−5, 6−4           |
| Guanyadora | 14.  | 15 de juny de 1981     | Eastbourne                                                 | Gespa        | Martina Navrátilová | Kathy Jordan Anne Smith              | 6−7, 6−2, 6−1      |
| Guanyadora | 15.  | 22 de juny de 1981     | Wimbledon, Regne Unit                                      | Gespa        | Martina Navrátilová | Kathy Jordan Anne Smith              | 6−3, 7−6           |
| Finalista  | 12.  | 27 de juliol de 1981   | San Diego, Estats Units                                    | Dura         | Rosie Casals        | Kathy Jordan Candy Reynolds          | 1−6, 6−2, 4−6      |
| Guanyadora | 16.  | 17 d'agost de 1981     | Toronto (2)                                                | Dura         | Martina Navrátilová | Candy Reynolds Anne Smith            | 7−6, 7−6           |
| Guanyadora | 17.  | 28 de setembre de 1981 | Minneapolis, Estats Units                                  | Moqueta (i)  | Martina Navrátilová | Rosie Casals Wendy Turnbull          | 6−3, 7−6           |
| Finalista  | 13.  | 12 d'octubre de 1981   | Deerfield Beach, Estats Units                              | Dura         | Paula Smith         | Mary Lou Piatek Wendy White          | 1−6, 6−3, 5−7      |
| Finalista  | 14.  | 19 d'octubre de 1981   | Brighton, Regne Unit                                       | Moqueta (i)  | Mima Jaušovec       | Barbara Potter Anne Smith            | 7−6, 3−6, 4−6      |
| Guanyadora | 18.  | 23 de novembre de 1981 | Sydney (2)                                                 | Gespa        | Martina Navrátilová | Kathy Jordan Anne Smith              | 6−7, 6−2, 6−4      |
| Finalista  | 15.  | 30 de novembre de 1981 | Open d'Austràlia, Austràlia                                | Gespa        | Martina Navrátilová | Kathy Jordan Anne Smith              | 2−6, 5−7           |
| Guanyadora | 19.  | 14 de desembre de 1981 | Toyota Series Championships, East Rutherford, Estats Units | Dura (i)     | Martina Navrátilová | Rosie Casals Wendy Turnbull          | 6−3, 6−4           |
| Finalista  | 16.  | 4 de gener de 1982     | Washington DC (2)                                          | Moqueta (i)  | Martina Navrátilová | Kathy Jordan Anne Smith              | 2−6, 6−3, 1−6      |
| Finalista  | 17.  | 11 de gener de 1982    | Cincinnati (2)                                             | Moqueta (i)  | Anne Smith          | Sue Barker Ann Kiyomura              | 2−6, 6−7           |
| Guanyadora | 20.  | 25 de gener de 1982    | Chicago (2)                                                | Moqueta (i)  | Martina Navrátilová | Rosie Casals Wendy Turnbull          | 7−5, 6−4           |
| Guanyadora | 21.  | 15 de febrer de 1982   | Houston                                                    | Moqueta (i)  | Kathy Jordan        | Sue Barker Sharon Walsh              | 7−6, 6−2           |
| Finalista  | 18.  | 22 de febrer de 1982   | Oakland, Estats Units                                      | Moqueta (i)  | Kathy Jordan        | Barbara Potter Sharon Walsh          | 1−6, 6−3, 6−7      |
| Guanyadora | 22.  | 8 de març de 1982      | Dallas (2)                                                 | Moqueta (i)  | Martina Navrátilová | Billie Jean King Ilana Kloss         | 6−4, 6−4           |
| Guanyadora | 23.  | 22 de març de 1982     | Avon Circuit Championships, Nova York (2)                  | Moqueta (i)  | Martina Navrátilová | Kathy Jordan Anne Smith              | 6−4, 6−3           |
| Guanyadora | 24.  | 5 d'abril de 1982      | Hilton Head                                                | Terra batuda | Martina Navrátilová | Joanne Russell Virginia Ruzici       | 6−1, 6−2           |
| Guanyadora | 25.  | 15 d'abril de 1982     | WTA Doubles Championships, Fort Worth, Estats Units        | Moqueta (i)  | Martina Navrátilová | Kathy Jordan Anne Smith              | 7−5, 6−3           |
| Guanyadora | 26.  | 1 de juny de 1982      | Beckenham (2)                                              | Gespa        | Sue Barker          | Billie Jean King Ilana Kloss         | 6−2, 6−4           |
| Guanyadora | 27.  | 14 de juny de 1982     | Eastbourne (2)                                             | Gespa        | Martina Navrátilová | Kathy Jordan Anne Smith              | 6−3, 6−4           |
| Guanyadora | 28.  | 21 de juny de 1982     | Wimbledon (2)                                              | Gespa        | Martina Navrátilová | Kathy Jordan Anne Smith              | 6−4, 6−1           |
| Guanyadora | 29.  | 18 d'octubre de 1982   | Filderstadt, Alemanya Occidental                           | Dura (i)     | Martina Navrátilová | Candy Reynolds Anne Smith            | 6−2, 6−3           |
| Guanyadora | 30.  | 25 d'octubre de 1982   | Brighton                                                   | Moqueta (i)  | Martina Navrátilová | Barbara Potter Sharon Walsh          | 2−6, 7−5, 6−4      |
| Guanyadora | 31.  | 22 de novembre de 1982 | Sydney (3)                                                 | Gespa        | Martina Navrátilová | Claudia Kohde-Kilsch Eva Pfaff       | 6−2, 2−6, 7−6      |
| Guanyadora | 32.  | 2 de desembre de 1982  | Open d'Austràlia                                           | Gespa        | Martina Navrátilová | Claudia Kohde-Kilsch Eva Pfaff       | 6−4, 6−2           |
| Guanyadora | 33.  | 13 de desembre de 1982 | Toyota Series Championships, East Rutherford (2            | Dura (i)     | Martina Navrátilová | Candy Reynolds Paula Smith           | 6−4, 7−5           |
| Guanyadora | 34.  | 3 de gener de 1983     | Washington DC                                              | Moqueta (i)  | Martina Navrátilová | Kathy Jordan Anne Smith              | 4−6, 7−5, 6−3      |
| Guanyadora | 35.  | 10 de gener de 1983    | Houston (2)                                                | Moqueta (i)  | Martina Navrátilová | Jo Durie Barbara Potter              | 6−4, 6−3           |
| Guanyadora | 36.  | 14 de febrer de 1983   | Chicago (3)                                                | Moqueta (i)  | Martina Navrátilová | Kathy Jordan Anne Smith              | 6−1, 6−2           |
| Guanyadora | 37.  | 7 de març de 1983      | Dallas (3)                                                 | Moqueta (i)  | Martina Navrátilová | Rosie Casals Wendy Turnbull          | 6−3, 6−2           |
| Guanyadora | 38.  | 21 de març de 1983     | Virginia Slims Championships, Nova York (3)                | Moqueta (i)  | Martina Navrátilová | Claudia Kohde-Kilsch Eva Pfaff       | 7−5, 6−2           |
| Finalista  | 19.  | 18 d'abril de 1983     | Orlando                                                    | Terra batuda | Martina Navrátilová | Billie Jean King Anne Smith          | 3−6, 6−1, 6−7      |
| Guanyadora | 39.  | 13 de juny de 1983     | Eastbourne (3)                                             | Gespa        | Martina Navrátilová | Jo Durie Anne Hobbs                  | 6−1, 6−0           |
| Guanyadora | 40.  | 20 de juny de 1983     | Wimbledon (3)                                              | Gespa        | Martina Navrátilová | Rosie Casals Wendy Turnbull          | 6−2, 6−2           |
| Guanyadora | 41.  | 11 de juliol de 1983   | Newport, Estats Units                                      | Gespa        | Barbara Potter      | Barbara Jordan Elizabeth Sayers      | 6−3, 6−1           |
| Guanyadora | 42.  | 8 d'agost de 1983      | Manhattan Beach, Estats Units                              | Dura         | Martina Navrátilová | Betsy Nagelsen Virginia Ruzici       | 6−1, 6−0           |
| Guanyadora | 43.  | 29 d'agost de 1983     | US Open                                                    | Dura         | Martina Navrátilová | Rosalyn Fairbank Candy Reynolds      | 6−7, 6−1, 6−3      |
| Guanyadora | 44.  | 10 d'octubre de 1983   | Tarpon Springs, Estats Units                               | Dura         | Martina Navrátilová | Bonnie Gadusek Wendy White           | 6−0, 6−1           |
| Guanyadora | 45.  | 17 d'octubre de 1983   | Brighton (2)                                               | Moqueta (i)  | Chris Evert         | Jo Durie Ann Kiyomura                | 7−5, 6−4           |
| Finalista  | 20.  | 14 de novembre de 1983 | Brisbane, Austràlia                                        | Gespa        | Wendy Turnbull      | Anne Hobbs Wendy Turnbull            | 3−6, 1−6           |
| Guanyadora | 46.  | 28 de novembre de 1983 | Open d'Austràlia (2)                                       | Gespa        | Martina Navrátilová | Anne Hobbs Wendy Turnbull            | 6−4, 6−7, 6−2      |
| Guanyadora | 47.  | 9 de gener de 1984     | Oakland                                                    | Moqueta (i)  | Martina Navrátilová | Rosie Casals Alycia Moulton          | 6−2, 6−3           |
| Finalista  | 21.  | 6 de febrer de 1984    | Chicago                                                    | Moqueta (i)  | Barbara Potter      | Billie Jean King Sharon Walsh        | 7−5, 3−6, 3−6      |
| Guanyadora | 48.  | 20 de febrer de 1984   | Livingston, Estats Units                                   | Moqueta (i)  | Martina Navrátilová | Jo Durie Ann Kiyomura                | 6−4, 6−3           |
| Guanyadora | 49.  | 27 de febrer de 1984   | Virginia Slims Championships, Nova York (4)                | Moqueta (i)  | Martina Navrátilová | Jo Durie Ann Kiyomura                | 6−3, 6−1           |
| Guanyadora | 50.  | 5 de març de 1984      | WTA Doubles Championships, Tòquio, Japó (2)                | Moqueta (i)  | Ann Kiyomura        | Barbara Jordan Elizabeth Sayers      | 6−3, 6−7, 6−3      |
| Guanyadora | 51.  | 28 de maig de 1984     | Roland Garros, França                                      | Terra batuda | Martina Navrátilová | Claudia Kohde-Kilsch Hana Mandlíková | 5−7, 6−3, 6−2      |
| Guanyadora | 52.  | 18 de juny de 1984     | Eastbourne (4)                                             | Gespa        | Martina Navrátilová | Jo Durie Ann Kiyomura                | 6−4, 6−2           |
| Guanyadora | 53.  | 25 de juny de 1984     | Wimbledon (4)                                              | Gespa        | Martina Navrátilová | Kathy Jordan Anne Smith              | 6−3, 6−4           |
| Guanyadora | 54.  | 13 d'agost de 1984     | Mahwah                                                     | Dura         | Martina Navrátilová | Jo Durie Ann Kiyomura                | 7−6, 3−6, 6−2      |
| Guanyadora | 55.  | 27 d'agost de 1984     | US Open (2)                                                | Dura         | Martina Navrátilová | Anne Hobbs Wendy Turnbull            | 6−2, 6−4           |
| Guanyadora | 56.  | 24 de setembre de 1984 | Nova Orleans, Estats Units                                 | Moqueta (i)  | Martina Navrátilová | Wendy Turnbull Sharon Walsh          | 6−4, 6−1           |
| Guanyadora | 57.  | 12 de novembre de 1984 | Brisbane                                                   | Gespa        | Martina Navrátilová | Bettina Bunge Eva Pfaff              | 6−3, 6−2           |
| Guanyadora | 58.  | 26 de desembre de 1984 | Open d'Austràlia (3)                                       | Gespa        | Martina Navrátilová | Claudia Kohde-Kilsch Helena Suková   | 6−3, 6−4           |
| Guanyadora | 59.  | 4 de març de 1985      | Princeton, Estats Units                                    | Moqueta (i)  | Martina Navrátilová | Marcella Mesker Elizabeth Smylie     | 7−5, 6−2           |
| Guanyadora | 60.  | 18 de març de 1985     | Virginia Slims Championships, Nova York (5)                | Moqueta (i)  | Martina Navrátilová | Claudia Kohde-Kilsch Helena Suková   | 6−7, 6−4, 7−6      |
| Guanyadora | 61.  | 8 d'abril de 1985      | Hilton Head (2)                                            | Terra batuda | Rosalyn Fairbank    | Svetlana Cherneva Larisa Savchenko   | 6−4, 6−1           |
| Guanyadora | 62.  | 22 d'abril de 1985     | Orlando (2)                                                | Terra batuda | Martina Navrátilová | Elise Burgin Kathleen Horvath        | 6−3, 6−1           |
| Guanyadora | 63.  | 6 de maig de 1985      | Sydney (4)                                                 | Dura (i)     | Elizabeth Smylie    | Barbara Potter Sharon Walsh-Pete     | 7−5, 7−5           |
| Guanyadora | 64.  | 13 de maig de 1985     | Melbourne, Austràlia                                       | Moqueta (i)  | Elizabeth Smylie    | Anne Hobbs Kathy Jordan              | 6−2, 5−7, 6−1      |
| Guanyadora | 65.  | 27 de maig de 1985     | Roland Garros (2)                                          | Terra batuda | Martina Navrátilová | Claudia Kohde-Kilsch Helena Suková   | 4−6, 6−2, 6−2      |
| Guanyadora | 66.  | 17 de juny de 1985     | Eastbourne (5)                                             | Gespa        | Martina Navrátilová | Kathy Jordan Elizabeth Smylie        | 7−5, 6−4           |
| Finalista  | 22.  | 24 de juny de 1985     | Wimbledon                                                  | Gespa        | Martina Navrátilová | Kathy Jordan Elizabeth Smylie        | 7−5, 3−6, 4−6      |
| Finalista  | 23.  | 15 de juliol de 1985   | Newport                                                    | Gespa        | Elizabeth Smylie    | Chris Evert Wendy Turnbull           | 4−6, 6−7           |
| Finalista  | 24.  | 26 d'agost de 1985     | US Open (2)                                                | Dura         | Martina Navrátilová | Claudia Kohde-Kilsch Helena Suková   | 7−6(5), 2−6, 3−6   |
| Guanyadora | 67.  | 14 d'octubre de 1985   | Filderstadt (2)                                            | Dura (i)     | Hana Mandlíková     | Carina Karlsson Tine Scheuer-Larsen  | 6−2, 6−1           |
| Guanyadora | 68.  | 11 de novembre de 1985 | Brisbane (2)                                               | Gespa        | Martina Navrátilová | Claudia Kohde-Kilsch Helena Suková   | 6−4, 6−7, 6−1      |
| Guanyadora | 69.  | 25 de novembre de 1985 | Open d'Austràlia (4)                                       | Gespa        | Martina Navrátilová | Claudia Kohde-Kilsch Helena Suková   | 6−3, 6−4           |
| Guanyadora | 70.  | 6 de gener de 1986     | Washington DC (2)                                          | Moqueta (i)  | Martina Navrátilová | Claudia Kohde-Kilsch Helena Suková   | 6−3, 6−4           |
| Guanyadora | 71.  | 13 de gener de 1986    | Worcester, Estats Units                                    | Moqueta (i)  | Martina Navrátilová | Claudia Kohde-Kilsch Helena Suková   | 7−5, 6−3           |
| Guanyadora | 72.  | 10 de febrer de 1986   | Boca Raton, Estats Units                                   | Dura         | Helena Suková       | Chris Evert Wendy Turnbull           | 6−2, 6−3           |
| Guanyadora | 73.  | 28 de març de 1986     | WTA Doubles Championships, Nashville, Estats Units (3)     | Moqueta (i)  | Barbara Potter      | Kathy Jordan Elizabeth Smylie        | 6−4, 6−3           |
| Guanyadora | 74.  | 16 de juny de 1986     | Eastbourne (6)                                             | Gespa        | Martina Navrátilová | Claudia Kohde-Kilsch Helena Suková   | 6−2, 6−4           |
| Guanyadora | 75.  | 23 de juny de 1986     | Wimbledon (5)                                              | Gespa        | Martina Navrátilová | Hana Mandlíková Wendy Turnbull       | 6−1, 6−3           |
| Finalista  | 25.  | 4 d'agost de 1986      | Toronto                                                    | Dura         | Helena Suková       | Zina Garrison Gabriela Sabatini      | 6−7, 7−5, 4−6      |
| Guanyadora | 76.  | 11 d'agost de 1986     | Los Angeles, Estats Units                                  | Dura         | Martina Navrátilová | Claudia Kohde-Kilsch Helena Suková   | 6−4, 6−3           |
| Guanyadora | 77.  | 25 d'agost de 1986     | US Open (3)                                                | Dura         | Martina Navrátilová | Hana Mandlíková Wendy Turnbull       | 6−4, 3−6, 6−3      |
| Guanyadora | 78.  | 13 d'octubre de 1986   | Filderstadt (3)                                            | Dura (i)     | Martina Navrátilová | Zina Garrison Gabriela Sabatini      | 7−6, 6−4           |
| Guanyadora | 79.  | 3 de novembre de 1986  | Worcester (2)                                              | Moqueta (i)  | Martina Navrátilová | Claudia Kohde-Kilsch Helena Suková   | 6−3, 6−1           |
| Guanyadora | 80.  | 17 de novembre de 1986 | Virginia Slims Championships, Nova York (6)                | Moqueta (i)  | Martina Navrátilová | Claudia Kohde-Kilsch Helena Suková   | 7−6, 6−3           |
| Guanyadora | 81.  | 12 de gener de 1987    | Open d'Austràlia (5)                                       | Gespa        | Martina Navrátilová | Zina Garrison Lori McNeil            | 6−1, 6−0           |
| Finalista  | 26.  | 30 de gener de 1987    | WTA Doubles Championships, Tòquio                          | Moqueta (i)  | Elise Burgin        | Claudia Kohde-Kilsch Helena Suková   | 1−6, 6−7           |
| Finalista  | 27.  | 16 de febrer de 1987   | Boca Raton                                                 | Dura         | Chris Evert         | Svetlana Cherneva Larisa Savchenko   | 0−6, 6−3, 2−6      |
| Guanyadora | 82.  | 23 de febrer de 1987   | Miami, Estats Units                                        | Dura         | Martina Navrátilová | Claudia Kohde-Kilsch Helena Suková   | 6−3, 7−6           |
| Guanyadora | 83.  | 23 de març de 1987     | Washington DC (3)                                          | Moqueta (i)  | Elise Burgin        | Zina Garrison Lori McNeil            | 6−1, 3−6, 6−4      |
| Guanyadora | 84.  | 25 de maig de 1987     | Roland Garros (3)                                          | Terra batuda | Martina Navrátilová | Steffi Graf Gabriela Sabatini        | 6−2, 6−1           |
| Guanyadora | 85.  | 10 d'agost de 1987     | Los Angeles (2)                                            | Dura         | Martina Navrátilová | Zina Garrison Lori McNeil            | 6−3, 6−4           |
| Guanyadora | 86.  | 31 d'agost de 1987     | US Open (4)                                                | Dura         | Martina Navrátilová | Kathy Jordan Elizabeth Smylie        | 5−7, 6−4, 6−2      |
| Guanyadora | 87.  | 12 d'octubre de 1987   | Filderstadt (4)                                            | Dura (i)     | Martina Navrátilová | Zina Garrison Lori McNeil            | 6−1, 6−2           |
| Guanyadora | 88.  | 16 de novembre de 1987 | Virginia Slims Championships, Nova York (7)                | Moqueta (i)  | Martina Navrátilová | Claudia Kohde-Kilsch Helena Suková   | 6−1, 6−1           |
| Guanyadora | 89.  | 28 de desembre de 1987 | Brisbane (3)                                               | Gespa        | Betsy Nagelsen      | Claudia Kohde-Kilsch Helena Suková   | 2−6, 7−5, 6−2      |
| Guanyadora | 90.  | 11 de gener de 1988    | Open d'Austràlia (6)                                       | Gespa        | Martina Navrátilová | Chris Evert Wendy Turnbull           | 6−0, 7−5           |
| Guanyadora | 91.  | 22 de febrer de 1988   | Fairfax (4)                                                | Moqueta (i)  | Martina Navrátilová | Gabriela Sabatini Helena Suková      | 6−3, 6−4           |
| Guanyadora | 92.  | 25 d'abril de 1988     | Tòquio, Japó                                               | Moqueta (i)  | Helena Suková       | Gigi Fernández Robin White           | 4−6, 6−2, 7−6      |
| Guanyadora | 93.  | 23 de maig de 1988     | Roland Garros (4)                                          | Terra batuda | Martina Navrátilová | Claudia Kohde-Kilsch Helena Suková   | 6−2, 7−5           |
| Finalista  | 28.  | 15 d'agost de 1988     | Mont-real (2)                                              | Dura         | Zina Garrison       | Jana Novotná Helena Suková           | 6−7, 6−7           |
| Guanyadora | 94.  | 20 de setembre de 1988 | Jocs Olímpics, Seül, Corea del Sud                         | Dura         | Zina Garrison       | Jana Novotná Helena Suková           | 4−6, 6−2, 10−8     |
| Guanyadora | 95.  | 31 d'octubre de 1988   | Worcester (3)                                              | Moqueta (i)  | Martina Navrátilová | Gabriela Sabatini Helena Suková      | 6−3, 3−6, 7−5      |
| Guanyadora | 96.  | 14 de novembre de 1988 | Virginia Slims Championships, Nova York (8)                | Moqueta (i)  | Martina Navrátilová | Larisa Savchenko Nataixa Zvéreva     | 6−3, 6−4           |
| Guanyadora | 97.  | 9 de gener de 1989     | Sydney (5)                                                 | Dura         | Martina Navrátilová | Elizabeth Smylie Wendy Turnbull      | 6−3, 6−3           |
| Guanyadora | 98.  | 16 de gener de 1989    | Open d'Austràlia (7)                                       | Dura         | Martina Navrátilová | Patty Fendick Jill Hetherington      | 3−6, 6−3, 6−2      |
| Guanyadora | 99.  | 13 de febrer de 1989   | Fairfax (5)                                                | Moqueta (i)  | Betsy Nagelsen      | Larisa Savchenko Nataixa Zvéreva     | 6−2, 6−3           |
| Guanyadora | 100. | 27 de febrer de 1989   | San Antonio, Estats Units                                  | Dura         | Katrina Adams       | Patty Fendick Jill Hetherington      | 3−6, 6−1, 6−4      |
| Guanyadora | 101. | 6 de març de 1989      | Palm Springs, Estats Units                                 | Dura         | Hana Mandlíková     | Rosalyn Fairbank Gretchen Rush       | 6−3, 6−7, 6−3      |
| Finalista  | 29.  | 10 d'abril de 1989     | Amelia Island (2)                                          | Terra batuda | Martina Navrátilová | Larisa Savchenko Nataixa Zvéreva     | 7−6, 6−2, 1−6      |
| Finalista  | 30.  | 12 de juny de 1989     | Birmingham, Regne Unit                                     | Gespa        | Meredith McGrath    | Larisa Savchenko Nataixa Zvéreva     | 5−7, 7−5, 0−6      |
| Guanyadora | 102. | 14 d'agost de 1989     | Mahwah (2)                                                 | Dura         | Steffi Graf         | Louise Allen Laura Arraya            | 6−2, 6−4           |
| Finalista  | 31.  | 28 d'agost de 1989     | US Open (3)                                                | Dura         | Mary Joe Fernández  | Hana Mandlíková Martina Navrátilová  | 7−5, 4−6, 4−6      |
| Guanyadora | 103. | 30 d'octubre de 1989   | Worcester (4)                                              | Moqueta (i)  | Martina Navrátilová | Elise Burgin Rosalyn Fairbank        | 6−4, 4−6, 6−4      |
| Guanyadora | 104. | 13 de novembre de 1989 | Virginia Slims Championships, Nova York (9)                | Moqueta (i)  | Martina Navrátilová | Larisa Savchenko Nataixa Zvéreva     | 6−3, 6−2           |
| Finalista  | 32.  | 1 de gener de 1990     | Brisbane (2)                                               | Dura         | Hana Mandlíková     | Jana Novotná Helena Suková           | 3−6, 1−6           |
| Finalista  | 33.  | 11 de febrer de 1991   | Chicago (2)                                                | Moqueta (i)  | Martina Navrátilová | Gigi Fernández Jana Novotná          | 2−6, 4−6           |
| Guanyadora | 105. | 26 d'agost de 1991     | US Open (5)                                                | Dura         | Nataixa Zvéreva     | Jana Novotná Larisa Neiland          | 6−3, 6−3           |
| Guanyadora | 106. | 16 de setembre de 1991 | Tòquio (2)                                                 | Dura         | Mary Joe Fernández  | Carrie Cunningham Laura Arraya       | 6−3, 6−3           |
| Finalista  | 34.  | 14 d'octubre de 1991   | Filderstadt                                                | Dura (i)     | Nataixa Zvéreva     | Martina Navrátilová Jana Novotná     | 2−6, 7−5, 4−6      |
| Guanyadora | 107. | 22 d'octubre de 1991   | Brighton (3)                                               | Moqueta (i)  | Nataixa Zvéreva     | Zina Garrison Lori McNeil            | 6−1, 6−2           |
| Finalista  | 35.  | 4 de novembre de 1991  | Oakland (2)                                                | Moqueta (i)  | Martina Navrátilová | Patty Fendick Gigi Fernández         | 4−6, 5−7           |
| Guanyadora | 108. | 18 de novembre de 1991 | Virginia Slims Championships, Nova York (10)               | Moqueta (i)  | Martina Navrátilová | Gigi Fernández Jana Novotná          | 4−6, 7−5, 6−4      |
| Finalista  | 36.  | 27 de gener de 1992    | Tòquio                                                     | Moqueta (i)  | Martina Navrátilová | A. Sánchez Vicario Helena Suková     | 5−7, 1−6           |
| Guanyadora | 109. | 10 de febrer de 1992   | Chicago (4)                                                | Moqueta (i)  | Martina Navrátilová | Katrina Adams Zina Garrison          | 6−4, 7−5           |
| Guanyadora | 110. | 23 de març de 1992     | San Antonio (2)                                            | Dura         | Martina Navrátilová | Patty Fendick Andrea Strnadová       | 3−6, 6−2, 7−6      |
| Finalista  | 37.  | 10 d'agost de 1992     | Los Angeles                                                | Dura         | Zina Garrison       | A. Sánchez Vicario Helena Suková     | 4−6, 2−6           |
| Finalista  | 38.  | 5 d'octubre de 1992    | Zuric, Suïssa                                              | Moqueta (i)  | Martina Navrátilová | Helena Suková Nataixa Zvéreva        | 6−7, 4−6           |
| Finalista  | 39.  | 12 d'octubre de 1992   | Filderstadt (2)                                            | Dura (i)     | Nataixa Zvéreva     | A. Sánchez Vicario Helena Suková     | 4−6, 5−7           |
| Guanyadora | 111. | 11 de gener de 1993    | Sydney (6)                                                 | Dura         | Elizabeth Smylie    | Lori McNeil Rennae Stubbs            | 7−6, 6−2           |
| Finalista  | 40.  | 18 de gener de 1993    | Open d'Austràlia (2)                                       | Dura         | Elizabeth Smylie    | Gigi Fernández Nataixa Zvéreva       | 4−6, 3−6           |
| Finalista  | 41.  | 7 de juny de 1993      | Birmingham (2)                                             | Gespa        | Elizabeth Smylie    | Lori McNeil Martina Navrátilová      | 3−6, 4−6           |
| Finalista  | 42.  | 2 d'agost de 1993      | San Diego (2)                                              | Dura         | Elizabeth Smylie    | Gigi Fernández Helena Suková         | 4−6, 3−6           |
| Guanyadora | 112. | 31 de gener de 1994    | Tòquio                                                     | Moqueta (i)  | Elizabeth Smylie    | Manon Bollegraf Martina Navrátilová  | 6−3, 3−6, 7−6      |
| Finalista  | 43.  | 7 de febrer de 1994    | Osaka, Japó                                                | Moqueta (i)  | Elizabeth Smylie    | Larisa Neiland Rennae Stubbs         | 4−6, 7−6, 5−7      |
| Guanyadora | 113. | 25 de juliol de 1994   | Stratton Mountain, Estats Units                            | Dura         | Elizabeth Smylie    | Conchita Martínez A. Sánchez Vicario | 7−6, 2−6, 7−5      |
| Finalista  | 44.  | 15 d'agost de 1994     | Mont-real (3)                                              | Dura         | Elizabeth Smylie    | Meredith McGrath A. Sánchez Vicario  | 6−2, 2−6, 4−6      |
| Finalista  | 45.  | 22 d'agost de 1994     | Schenectady, Estats Units                                  | Dura         | Elizabeth Smylie    | Meredith McGrath Larisa Neiland      | 2−6, 2−6           |
| Finalista  | 46.  | 17 de juny de 1996     | Eastbourne (2)                                             | Gespa        | Rosalyn Fairbank    | Jana Novotná A. Sánchez Vicario      | 6−4, 5−7, 4−6      |

#### Períodes com a número 1
| Núm. | Precedida per       | Dates                   | Succeïda per        | Setmanes | Acumulat |
| ---- | ------------------- | ----------------------- | ------------------- | -------- | -------- |
| 1.   | Martina Navrátilová | 18/03/1985 − 19/01/1986 | Martina Navrátilová | 44       | 44       |
| 2.   | Martina Navrátilová | 21/07/1986 − 17/08/1986 | Martina Navrátilová | 4        | 48       |

### Dobles mixts: 1 (1−0)
| Resultat   | Núm. | Data                | Torneig               | Superfície   | Parella        | Oponents                     | Marcador    |
| ---------- | ---- | ------------------- | --------------------- | ------------ | -------------- | ---------------------------- | ----------- |
| Guanyadora | 1.   | 7 de juliol de 1987 | Roland Garros, França | Terra batuda | Emilio Sánchez | Lori McNeil Sherwood Stewart | 6−3, 7−6(4) |

### Equips: 4 (2−2)
| Resultat   | Núm. | Data                             | Torneig                               | Superfície   | Equip                                               | Oponents                                       | Marcador |
| ---------- | ---- | -------------------------------- | ------------------------------------- | ------------ | --------------------------------------------------- | ---------------------------------------------- | -------- |
| Finalista  | 1.   | 1 de gener de 1990               | Copa Hopman, Perth, Austràlia         | Dura         | John McEnroe                                        | Arantxa Sánchez Vicario Emilio Sánchez Vicario | 1−2      |
| Guanyadora | 1.   | 20−27 de juliol de 1986          | Copa Federació, Praga, Txecoslovàquia | Terra batuda | Chris Evert-Lloyd Zina Garrison Martina Navrátilová | Hana Mandlíková Helena Suková                  | 3−0      |
| Finalista  | 2.   | 26 de juliol − 2 d'agost de 1987 | Copa Federació, Vancouver, Canadà     |              | Chris Evert                                         | Steffi Graf Claudia Kohde-Kilsch Silke Meier   | 1−2      |
| Guanyadora | 2.   | 1−9 d'octubre de 1989            | Copa Federació, Tòquio, Japó (2)      | Dura         | Chris Evert Zina Garrison Martina Navrátilová       | Conchita Martínez Arantxa Sánchez Vicario      | 3−0      |

## Trajectòria

### Individual
| Open d'Austràlia | A           | A           | QF          | SF          | SF          | SF          | QF          | 3R          | NC          | QF          | 4R | 3R          | 3R          | 3R          | 3R | 1R          | 2R          | 1R          | 1R  | 0 / 16 |
| Roland Garros | A           | A           | A           | A           | A           | 3R          | A           | A           | A           | A           | A  | A           | A           | A           | A  | A           | 1R          | A           | A   | 0 / 2  |
| Wimbledon | 3R          | 2R          | 4R          | SF          | 4R          | 2R          | QF          | QF          | 1R          | SF          | SF | 3R          | A           | 3R          | 2R | A           | 3R          | 1R          | 2R  | 0 / 17 |
| US Open | F           | 1R          | QF          | 4R          | SF          | SF          | QF          | QF          | QF          | QF          | 2R | 1R          | A           | 3R          | 2R | 1R          | 2R          | 2R          | 1R  | 0 / 18 |
| Jocs Olímpics | No celebrat | No celebrat | No celebrat | No celebrat | No celebrat | No celebrat | No celebrat | No celebrat | No celebrat | No celebrat | QF | No celebrat | No celebrat | No celebrat | A  | No celebrat | No celebrat | No celebrat | A   | 0 / 1  |
| Rànquing a final d'any | 13          | 33          | 9           | 7           | 6           | 4           | 4           | 4           | 6           | 4           | 5  | 17          | 66          | 37          | 31 | 38          | 63          | 110         | 189 |        |
| Llegenda: G: Guanyadora; F: Finalista; SF: Semifinalista; QF: Quarts de final; Q: Qualificació; A: Absent; RR: Round Robin; |             |             |             |             |             |             |             |             |             |             |    |             |             |             |    |             |             |             |     |        |

### Dobles femenins
| Open d'Austràlia | A           | A           | QF          | F           | G           | G           | G           | G           | NC          | G           | G  | G           | 1R          | 2R          | SF | F           | SF          | 2R          | 1R | 1R  | 7 / 16 |
| Roland Garros | A           | A           | A           | A           | A           | A           | G           | G           | A           | G           | G  | A           | A           | A           | A  | 2R          | 2R          | A           | A  | A   | 4 / 6  |
| Wimbledon | 1R          | A           | QF          | G           | G           | G           | G           | F           | G           | QF          | 3R | SF          | A           | SF          | SF | SF          | QF          | QF          | 3R | 1R  | 5 / 16 |
| US Open | SF          | 3R          | F           | SF          | SF          | G           | G           | F           | G           | G           | SF | F           | A           | G           | SF | 3R          | 3R          | QF          | 1R | A   | 5 / 15 |
| Jocs Olímpics | No celebrat | No celebrat | No celebrat | No celebrat | No celebrat | No celebrat | No celebrat | No celebrat | No celebrat | No celebrat | G  | No celebrat | No celebrat | No celebrat | A  | No celebrat | No celebrat | No celebrat | A  | NC  | 1 / 1  |
| Rànquing a final d'any |             |             |             |             |             |             | 2           | 1           | 2           | 2           | 2  | 4           | 92          | 9           | 7  | 7           | 12          | 18          | 91 | 249 |        |
| Llegenda: G: Guanyadora; F: Finalista; SF: Semifinalista; QF: Quarts de final; Q: Qualificació; A: Absent; RR: Round Robin; |             |             |             |             |             |             |             |             |             |             |    |             |             |             |    |             |             |             |    |     |        |

### Dobles mixts
| Open d'Austràlia | No celebrat | No celebrat | No celebrat | No celebrat | No celebrat | No celebrat | No celebrat | No celebrat | No celebrat | A | A  | A | A | SF | QF | QF | 2R | A  | A  | 0 / 4 |
| Roland Garros | A           | A           | A           | A           | A           | A           | A           | 2R          | A           | G | 3R | A | A | A  | A  | 3R | 2R | A  | A  | 1 / 5 |
| Wimbledon | A           | A           | A           | A           | A           | SF          | A           | A           | A           | A | A  | A | A | 2R | 2R | A  | SF | A  | QF | 0 / 5 |
| US Open | 3R          | 2R          | A           | A           | A           | A           | A           | A           | A           | A | A  | A | A | 1R | 1R | 1R | A  | 1R | A  | 0 / 6 |
| Llegenda: G: Guanyadora; F: Finalista; SF: Semifinalista; QF: Quarts de final; Q: Qualificació; A: Absent; RR: Round Robin; |             |             |             |             |             |             |             |             |             |   |    |   |   |    |    |    |    |    |    |       |

## Guardons
- WTA Newcomer of the Year (1978)